# Halogenová vazba
Halogenová vazba
je jednou ze slabých molekulových vazebných interakcí, podobně jako známější vodíková vazba. Váže mezi sebou halogenový atom jedné molekuly (přesněji jeho elektrofilní oblast) s elektronegativním atomem druhé molekuly. Ačkoli první indicie existence této vazby jsou již z 19. století, vysvětlení bylo podáno teprve na začátku 21. století.
Obdobou halogenové vazby jsou u prvků 14.-16. skupiny vazba tetrelová, pniktogenová resp. chalkogenová.

## Fyzikálně chemický princip
Přestože halogenový atom má vzhledem k vysoké elektronegativitě schopnost přitáhnout elektrony ze sousedních atomů molekuly a získává tak relativní záporný náboj, ukazují kvantově mechanické výpočty, že rozložení tohoto náboje není rovnoměrné, ale zaujímá kolem atomu jakýsi prstenec, uvnitř kterého je oblast s relativním kladným nábojem, tzv. σ-díra. Ta je pak v případě halogenové vazby přitahována k oblasti se záporným nábojem na druhé molekule.

## Definice
Doporučení IUPAC stanoví následující definici:
„Halogenová vazba se vyskytuje v případech, kdy lze prokázat přitažlivé působení mezi elektrofilní oblastí na halogenovém atomu v molekulární entitě a nukleofilní oblastí jiné nebo téže molekulární entity."

## Značení
Stejně jako jiné slabé molekulové vazebné interakce se značí třemi tečkami.
Typickým případem je R−X•••Y−Z.
R-X je v halogenové vazbě donorem. X je halogenový atom s elektrofilní (chudou na elektrony) oblastí. Y-Z je v halogenové vazbě akceptorem a v typickém případě se jedná o jednoatomový či víceatomový anion nebo nukleofilní (bohatou na elektrony) oblast neutrální molekuly.

## Vlastnosti
- Halogenová vazba je velmi směrová. Směrovost je dána polohou σ-díry. Úhel mezi R-X•••Y je zpravidla přímý (180°).[1]
- V komplexu R-X•••Y-Z je vzdálenost mezi X a Y zpravidla menší než součet van der Waalsových poloměrů X a Y. Délka kovalentní vazby R-X zpravidla halogenovou vazbou naroste.[1]
- Čím větší je atomové číslo halogenového atomu a tedy hlavní kvantové číslo valenční slupky, tím větší je možnost nepravidelného rozložení náboje. Síla halogenové vazba je tedy větší u bromu než u chloru a u jódu větší než u bromu.[2]
- Všech 5 známých halogenů – fluor, chlor, brom, jód i astat - může vytvářet halogenové vazby.[1] U fluoru vázaného na organické molekuly se však σ-díra vůbec nevyskytuje a halogenové vazby tak v takovém případě není schopen.[2]
- Síla halogenové vazby se může měnit úpravou chemického okolí halogenu. Navázáním silně elektronegativních atomů do blízkosti vazbového halogenového atomu (díky konjugovaným vazbám např. v aromatických sloučeninách, dobře přenášejícím náboj, to však může být i do relativně vzdálené oblasti molekuly) se u něj zvětší σ-díra a tedy i síla vazby.[2]

## Výskyt a možné využití
Nekovalentní vazba mezi halogenem a elektronegativním atomem byla poprvé popsána v r. 1863 Frederickem Guthriem, který studoval komplexy amoniaku s jódem.
Halogenová vazba se uplatňuje ve struktuře krystalů halogenovaných sloučenin. V organické chemii byla objevena v několika desítkách protein-ligandových komplexů, například u receptoru jódovaného hormonu thyroxinu.
Halogenová vazba je středem pozornosti lékařské chemie. Je tomu proto, že velká část současně studovaných léků obsahuje některý z halogenů a výše uvedená schopnost upravovat sílu vazby navázáním elektronegativních atomů se může významně uplatnit při zlepšování účinnosti podobných preparátů.

## Chalkogenová, pniktogenová a tetrelová vazba
Obdobou halogenové vazby jsou u prvků 16., 15. a 14. skupiny vazba chalkogenová, pniktogenová resp. tetrelová. Mají podobný mechanismus. Přesné definice vyvíjí IUPAC v rámci speciálního projektu; zatím byla vydána doporučení IUPAC s definicemi chalkogenové a pniktogenové vazby, pro tetrelovou vazbu se teprve připravuje návrh definice.